# Georges Duhamel
Pour les articles homonymes, voir Duhamel.
Georges Duhamel, né à Paris le 30 juin 1884 et mort à Valmondois (Seine-et-Oise, actuellement Val-d'Oise) le 13 avril 1966, est un médecin, écrivain et poète français.
Rendu célèbre par l’écriture de Civilisation (prix Goncourt 1918) puis de la Chronique des Pasquier, il fut élu en 1935 membre de l’Académie française dont il fut secrétaire perpétuel de 1944 à 1946. Il devint ensuite un président très actif pour le renouveau de l’Alliance française après-guerre.
Georges Duhamel est, par ailleurs, le père du compositeur Antoine Duhamel et le grand-père de l'écrivain journaliste Jérôme Duhamel.

## Biographie

### Jeunesse et études
Georges Duhamel naît au 4, rue Coypel près de la place d'Italie dans le 13e arrondissement de Paris. Il est le troisième d’une famille de quatre enfants — originaire de Septeuil en Île-de-France du côté paternel, et de Normandie du côté maternel — qui vit chichement des activités d’un père, Pierre-Émile Duhamel (1849-1928), « fantasque et inconstant, », et d'une mère, Marie Emma Pionnier (1854-1939), tous deux herboristes. « Pharmacien », son père décide d'entreprendre, passé quarante ans, des études de médecine.
Après une enfance perturbée par les nombreux déménagements de sa famille (plus d'une dizaine d'adresses à Paris, puis au Havre, Nevers, et enfin à Montreuil-sous-Bois,), Georges Duhamel fait ses études au lycée Buffon à Paris, puis au lycée de Nevers, et enfin à l'Institution Roger-Momenheim pour l'année de philosophie,.
Il obtient son baccalauréat en 1902 et décide alors de poursuivre des études scientifiques. Après une licence de sciences, il entame des études de médecine, qu’il achève en 1909.

### Abbaye de Créteil

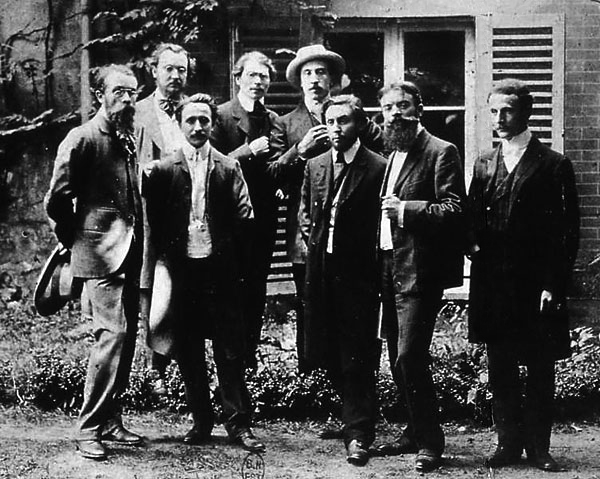
Les membres de l'abbaye de Créteil en 1906. Georges Duhamel est le deuxième en partant de la gauche.

Entre 1906 et 1908, il crée avec son ami le poète Charles Vildrac, qui deviendra son beau-frère, et René Arcos « l’abbaye de Créteil » ou groupe de l'Abbaye, phalanstère d’artistes regroupant poètes, écrivains, musiciens et peintres, groupe d'écrivains unanimistes, expérience qu’il a relatée de façon romancée, bien qu’il s’en soit défendu, dans le cinquième volume de la série de la Chronique des Pasquier, le Désert de Bièvres. Georges Duhamel avait marqué son entrée dans la littérature par des poèmes, puis la publication de Des légendes, Des batailles, en 1907, L'Homme en tête et Sur la technique poétique (avec Charles Vildrac), en 1909, Selon ma loi, en 1911.
Tandis que son théâtre est représenté à L'Odéon, il se voit confier en 1912 une rubrique critique au Mercure de France. Il devient un des auteurs de la maison, qu’il dirige ensuite pendant quelques années, à la mort d’Alfred Valette en 1935.
À l'occasion de représentations théâtrales à l'abbaye de Créteil, il fait la rencontre et s'éprend de l'actrice Blanche Albane avec laquelle il entretient une importante correspondance. Il l'épouse le 2 décembre 1909 à Paris et aura avec elle trois fils : Bernard (1917-1996, futur chirurgien-pédiatre), Jean (1919-1998, futur médecin proctologue infantile) et Antoine Duhamel (1925-2014, futur compositeur de musique). De 1910 à 1914, frais diplômé en médecine et en chimie biologique, il travaille sur les propriétés des métaux à l'état colloïdal pour les laboratoires pharmaceutiques Clin à Paris, dirigés par le bibliophile Léon Comar, tout en laissant libre cours à ses aspirations littéraires. Il est le parrain de Blanchette Brunoy, fille du dessinateur Henri Doucet .

### Engagé volontaire pendant la Première Guerre mondiale
Durant la Première Guerre mondiale, Georges Duhamel décide de s'engager dans le service actif, alors qu'il avait auparavant bénéficié d'une réforme médicale en raison de sa vue. Il veut faire don de lui-même et partager les épreuves des hommes de sa génération. À partir de 1914, il occupe pendant quatre ans les fonctions de médecin aide-major dans des « autochir », dans des situations souvent très exposées. Alors qu'il exerce près du front de Champagne en 1915, puis participe à la bataille de Verdun et à la bataille de la Somme, il décide de raconter les épreuves que les blessés subissent. Deux romans naîtront de cette expérience : d'une part Vie des martyrs, paru en 1917, un recueil de récits qui connaîtra un certain succès. La presse compare ce livre au roman d'Henri Barbusse, Le Feu, lauréat du prix Goncourt en 1916. Georges Duhamel entreprend ensuite la rédaction de Civilisation, livre-témoignage sur les ravages de la guerre. Le livre sort en avril 1918 sous le pseudonyme de Denis Thévenin car Duhamel ne veut pas être accusé de profiter de la guerre pour faire de la littérature et reçoit le 11 décembre 1918 le prix Goncourt.
Après la guerre, Georges Duhamel donne, le 13 janvier 1920 à la maison des Amis du livre sur invitation d'Adrienne Monnier, une importante conférence sur le thème Guerre et Littérature dans laquelle il invente, selon Antoine Compagnon, la notion de « littérature de témoignage » et s'inquiète du désintérêt littéraire rapide concernant la Grande Guerre pouvant conduire à « une amnésie historique […] et à un risque de dénaturation du sens de l'Histoire » au profit d'une « littérature de convention » — analyse qui sera reprise deux ans plus tard par Maurice Genevoix dans l'avant-propos des Éparges.

### Reconnaissance et cycles littéraires
Rendu à la vie civile, Georges Duhamel se consacre désormais entièrement aux lettres et à la défense d’une civilisation à visage humain. En 1919, il découvre en Seine-et-Oise la vallée du Sausseron et Valmondois, où il passera tous ses étés faisant l'acquisition en 1925 de la « maison neuve » ou « maison blanche » au lieu-dit de La Naze,. Il écrit alors en 1920, Confession de minuit, qui deviendra le premier tome de son premier cycle romanesque Vie et aventures de Salavin (1920-1932), considéré par de nombreux critiques littéraires comme précurseur des questions existentialistes que développeront plus de quinze ans plus tard Camus dans La Chute (1956) et Sartre dans La Nausée, (1938).
C’est au début des années 1930 qu’il entame sa Chronique des Pasquier qui le rendra célèbre, selon le principe du roman-fleuve, œuvre qui est parfois comparée aux Rougon-Macquart d'Émile Zola ou aux contemporains Thibault de Roger Martin du Gard. La publication de ce cycle littéraire au Mercure de France s'étend de 1933 à 1945. Elle peut être vue comme la transposition littéraire autobiographique de la vie de Georges Duhamel dans son héros principal Laurent Pasquier. En 1935, Georges Duhamel devient directeur du Mercure de France et la même année est élu le 21 novembre, à sa seconde tentative, à l’Académie française au fauteuil no 30 à la suite du décès de G. Lenotre ; sa réception officielle au sein de l'Illustre Compagnie a lieu le 25 juin 1936 avec un discours d'accueil prononcé par Henry Bordeaux. En 1937, il est également élu à l'Académie de médecine. Avec François Mauriac, qui en est le fer de lance, il s'oppose nettement mais en vain à l'élection en juin 1938 de Charles Maurras à l'Académie française.
Entre 1930 et 1940, il accomplit de nombreux voyages en France et à l’étranger, défendant par de brillantes conférences la langue et la culture françaises ainsi que l’idée d’une civilisation construite sur le cœur de l’homme et non uniquement sur les progrès techniques de la mécanisation envers lesquels il est le plus souvent critique, le classant comme un écrivain de gauche,. Articles et conférences sont rassemblés sous divers titres, et la période de l'entre-deux-guerres constitue celle de son plus grand succès auprès du public. Il devient alors membre du jury du prix Jeunesse, dont il prendra plus tard la présidence, en 1945.
Il fonde avec Pierre Raoul Dubois, alias Pierre Dane, l'Office de l'information en 1953.

### Années sombres de la guerre: un académicien en résistance
Au début des hostilités de la Seconde Guerre mondiale, Georges Duhamel redevient chirurgien-militaire à l'arrière, opérant durant l'exode de 1940 les blessés civils à l'hôpital de Pontchaillou à Rennes,. Après la défaite, il voit dès l'été 1940 une partie de son œuvre interdite par les Allemands, qui mettent sur la liste Bernhard des ouvrages interdits par la Gestapo trois de ses livres. Quelques mois plus tard, c'est l'ensemble de son œuvre qui est inscrite sur la liste Otto, se voyant de plus interdit de toute publication en 1942. Durant toute cette période sombre, durant laquelle il reste volontairement à Paris et ne fait que quelques séjours dans sa maison de campagne de Seine-et-Oise, il tient tête ouvertement à la pression de l'occupant et à la fraction pétainiste de l’Académie française,,, — notamment en décembre 1940 lorsque, allié à Paul Valéry, il empêche le vote d'une lettre de soutien au maréchal après l'entrevue de Montoire —, institution au sein de laquelle il est durant cette période volontairement très présent et actif à « visage découvert, ». Il explique cette attitude dans une lettre à son ami François Mauriac indiquant : 

« Mon catéchisme depuis le début, a tenu en quatre petites phrases : ne pas se tuer, ne pas s'enfuir, ne pas se cacher et travailler. »

— Lettre de Duhamel à Mauriac du 13 janvier 1941
À cette fin et à la suite de la mort d'André Bellesort, Georges Duhamel se fait élire le 5 février 1942 comme secrétaire perpétuel de l'Académie à titre provisoire pour « tenir en respect les forces maléfiques »,. Avec Mauriac, Gillet et Valéry, ils vont être « pratiquement maîtres de l'Académie » et s'attachent en 1942 à ne remettre les prix de l'institution qu'à des écrivains engagés secrètement dans la résistance ou réputés proches,,. En conséquence, il est l'objet de virulentes attaques dans Je suis partout durant cette période. Otto Abetz rédige une note datée du 14 décembre 1943 dans laquelle il donne son accord de principe pour la déportation de Georges Duhamel – qui n'aura cependant jamais lieu – au motif qu'il s'agit d'« un auteur de livres anti-allemands [qui] intrigue contre les intérêts allemands, ».
Son positionnement et ses engagements durant la période du gouvernement de Vichy sont reconnus à la Libération de Paris par le général de Gaulle, qui le rencontre lors d'un déjeuner le 7 septembre 1944 à Paris et reconnaitra publiquement son action dans ses Mémoires de guerre (Le Salut, 1959) dans lesquels il qualifie Duhamel de « secrétaire perpétuel, illustre et courageux »,. Il l'aide alors dans sa démarche d'après-guerre pour conforter l'Académie dans son rôle malgré les très vives attaques qu'elle subit. En octobre 1944, Georges Duhamel est élu cette fois-ci définitivement secrétaire perpétuel de l'Académie, pour mener à bien ce renouveau — notamment en accélérant les élections aux nombreux fauteuils vacants et en étant très actif sur les cas de Charles Maurras (un « véritable cauchemar » selon Duhamel) et Philippe Pétain —, mais il démissionne de son poste dès 1946 en raison de ce qu'il considère comme un basculement du centre de gravité politique de la compagnie vers la droite dont il ne se sent pas le représentant.
Georges Duhamel est également nommé au Comité national des écrivains en 1944 mais en démissionne en 1946 pour protester contre les excès de l'épuration.

### L'Alliance française
Après la guerre, Georges Duhamel est nommé, en 1947, à la présidence de l’Alliance française et reprend ses voyages en faveur de la culture française. Il rétablit partout de nombreuses écoles de l’Alliance. En 1950, son roman Confession de minuit (1920) fait partie de la liste du grand prix des Meilleurs romans du demi-siècle regroupant une sélection de douze romans publiés entre 1900 et 1950.
Il est membre du Comité de patronage de la Fédération française contre l'armement atomique.
Il fut membre du comité d'honneur de l'Association du foyer de l’abbaye de Royaumont et du Centre culturel international de Royaumont.
À partir de 1960, sa santé décline, l'obligeant à réduire beaucoup ses activités. Il meurt à Valmondois le 13 avril 1966 où il est enterré.
Cécile Debray est l’arrière-petite-fille de Georges Duhamel dont elle représente les héritiers[réf. nécessaire].

## Style littéraire de Duhamel
Georges Duhamel, qui commença sa carrière d'écrivain par la poésie, les essais, et l'écriture dramatique, obtient la reconnaissance littéraire principalement grâce à ses cycles littéraires s'apparentant au « roman-fleuve ». Daniel Madelénat dans son article consacré à Duhamel pour l'Encyclopædia Universalis qualifie l'œuvre de l'écrivain comme « fidèle à un classicisme qu'éclairent une sensibilité mesurée et une haute image de l'homme ».

## Duhamel et la musique

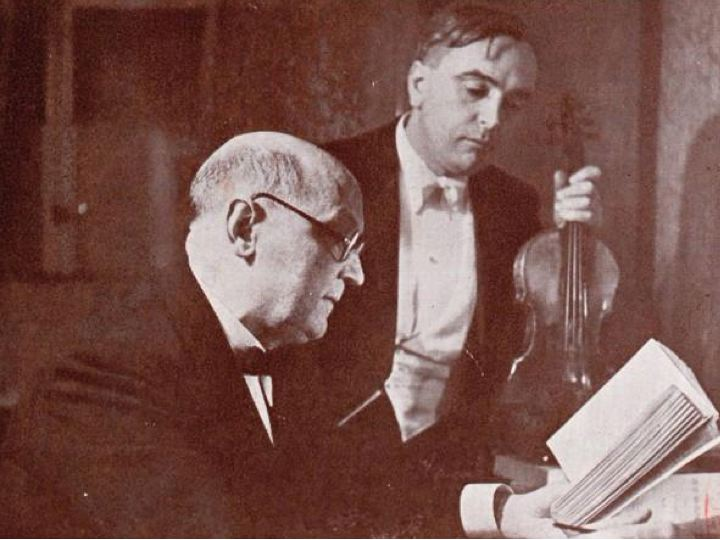
Duhamel et Marius Casadesus en 1937.

Georges Duhamel, par ses amitiés littéraires et artistiques — Jean-Jacques Corriol, Charles Schuller qui le convertira au culte de Richard Wagner, et Albert Doyen — s'adonnera, sur le tard et avec passion, à la musique en autodidacte éclairé. À 32 ans en 1915, alors qu'il est engagé comme chirurgien au front durant la Première Guerre mondiale, il apprend le solfège et la flûte sous l'impulsion de M. Prudhomme, le chef de musique du 1er régiment de ligne. Dès lors il dirigera, pour son plaisir et entre amis, des concerts hebdomadaires à son domicile où il donne en priorité des œuvres de Jean-Sébastien Bach — compagnon d'une vie et maitre de la « musique pure » — et voue un culte à Wagner. La musique possède pour lui, l'athée, tous les attributs et toutes les pratiques d'une réelle « foi qui soutient, relie, nourrit, vivifie, et réconforte, ».
En 1932, il vilipende dans son essai Querelles de famille le phonographe et la TSF qui entraient alors dans les familles et empêchaient la pratique active de la musique instrumentale en direct, remplacée par l'écoute passive et de mauvaise qualité des transmissions mécaniques, ces disques qui sont à ses yeux « de la fausse musique, de la musique de conserve ». Toutefois, cette dernière position s'est modérée au cours des années qui suivirent avec l'amélioration des techniques audiophoniques. À partir de 1939, il écrira également des critiques musicales, notamment dans Le Figaro. Le 17 novembre 1942 au palais de Chaillot, un coffret prestige avec des textes de Georges Duhamel et des illustrations de Marcel Chassard est édité pour le concert d'exécution et d'enregistrement de La Damnation de Faust d'Hector Berlioz par le grand orchestre de Radio France sous la direction de Jean Fournet. En 1944, il fait paraître, alors qu'il est profondément affecté par la situation de la France sous l'occupation, un essai intitulé La Musique consolatrice dans lequel il développe son point de vue sur cet art et le rôle qu'il joue dans sa vie.

Lui-même non initié dans sa jeunesse à la musique, Georges Duhamel fera bénéficier ses enfants, dès leur plus jeune âge, d'une solide formation musicale conditionnant certainement la future carrière de compositeur d'Antoine Duhamel. Les concerts familiaux, à plusieurs voix, et sous la direction paternelle seront l'une des pierres angulaires de la famille Duhamel qui émerveilleront son ami François Mauriac, qui écrira de lui : 

« Chez certains hommes la passion de la musique et de la poésie est une défense contre la vie ; nés sans carapaces, ils marchent dans un nuage d'harmonie, comme des poissons troublent l'eau pour n'être pas découverts. Ainsi Bach et Mozart protègent Duhamel. […] Humain, ce Duhamel, trop humain, il n'aurait pu supporter la douleur des corps qui souffrent, sans une défense appropriée : la mémoire musicale. »

— François Mauriac, 1935

## Œuvres
Il est l'auteur prolifique de quelque 150 ouvrages.

### Récits, romans, voyages et essais
- Vie des martyrs (1917)
- Civilisation (1918, prix Goncourt)
- La Possession du monde (1919)
- Entretiens dans le tumulte (1919)
- Guerre et Littérature (1920)
- Vie et aventures de Salavin (1920-1932) :
  - I. Confession de minuit (1920)
  - II. Deux Hommes (1924)
  - III. Journal de Salavin (1927)
  - IV. Le Club des Lyonnais (1929)
  - V. Tel qu'en lui-même... (1932)
- Les Hommes abandonnés (1921)
- Lapointe et Ropiteau (1921)
- Les Plaisirs et les Jeux (1922)
- Le Prince Jaffar (1924)
- La Belle-Étoile (1925)
- Essai sur le roman (1925)
- Suite hollandaise (1925)
- Délibérations (1925)
- La Pierre d'Horeb (1926)
- Lettres au Patagon (1926)
- Essai sur une renaissance dramatique (1926)
- Le Voyage de Moscou (1927)
- Mémorial cauchois (1927)
- Images de la Grèce (1928)
- Les Sept Dernières Plaies (1928)
- La Nuit d'orage (1928)
- Scènes de la vie future (1930)
- Géographie cordiale de l'Europe (1931)
- Les Jumeaux de Vallangoujard (1931)
- Querelles de famille (1932)
- Mon royaume (1932)
- Chronique des Pasquier : (1933-1945)
  - I. Le Notaire du Havre
  - II. Le Jardin des bêtes sauvages
  - III. Vue de la Terre promise
  - IV. La Nuit de la Saint-Jean
  - V. Le Désert de Bièvres
  - VI. Les Maîtres
  - VII. Cécile parmi nous
  - VIII. Le Combat contre les ombres
  - IX. Suzanne et les Jeunes Hommes
  - X. La Passion de Joseph Pasquier
- L'Humaniste et l'Automate (1933)
- Discours aux nuages (1934)
- Remarques sur les mémoires imaginaires (1934)
- Fables de mon jardin (1936)
- Deux patrons (Erasme, Cervantes) (1937)
- Esquisse pour un portrait du chirurgien moderne (1938)
- Au chevet de la civilisation (1938)
- Le Dernier Voyage de Candide (1938)
- Mémorial de la guerre blanche (1939)
- Finlande (1940)
- Positions françaises (1940)
- Lieu d'asile (1940) (pour la censure allemande de ce livre voir https://leautaud.com/dla/)
- Civilisation française (1944)
- Chronique des saisons amères (1944)
- La Musique consolatrice (1944)
- Paroles de médecin (1944)
- Images de notre délivrance (1944)[notes 7]
- Lumières sur ma vie (volumes parus de 1944 à 1953) :
  - I. Inventaire de l'abîme (1884-1901) ;
  - II. Biographie de mes fantômes (1901-1906) ;
  - III. Le Temps de la recherche (1906-1914) ;
  - IV. La Pesée des âmes (1914-1919) ;
  - V. Les Espoirs et les Épreuves (1919-1928).
- Twinka (1945)
- Souvenirs de la vie du Paradis (1946)
- Visages (1946)
- Homère au XXe siècle (1947)
- Semailles au vent (1947)
- Entretien au bord du fleuve (avec Henri Mondor) (1947)
- Tribulations de l'espérance (1947)
- Consultation aux pays d'Islam (1947)
- Le Bestiaire et l'Herbier (1948)[notes 8]
- Hollande (1949)
- Le Voyage de Patrice Périot (1950)
- Cri des profondeurs (1951)
- Chronique de Paris au temps des Pasquier (1951)
- Manuel du protestataire (1952)
- Vues sur Rimbaud (1952)
- Le Japon entre la tradition et l'avenir (1953)
- Les Voyageurs de l'espérance (1953)
- Refuges de la lecture (1954)
- La Turquie, nouvelle puissance d'Occident (1954)
- L'Archange de l'aventure (1955)
- Croisade contre le cancer (1955)
- Les Compagnons de l'Apocalypse (1956)
- Pages de mon journal intime (1956)
- Israël, clef de l'Orient (1957)
- Problèmes de l'heure (1957)
- Le Complexe de Théophile (1958)
- Travail, ô mon seul repos (1959)
- Nouvelles du sombre empire (1960)
- Problèmes de civilisation (1961)
- Traité du départ (1961)

### Poésie
- Des légendes, des batailles (1907)
- L’Homme en tête (1909)
- Selon ma loi (1910)
- Notes sur la technique poétique (avec Charles Vildrac) (1910)
- Compagnons (1912)
- Élégies (1920)
- Anthologie de la poésie lyrique française (1924)
- Voix du Vieux Monde, mis en musique par Albert Doyen (1925)

### Critique et discours
- Propos critiques (1912)
- Paul Claudel (1913)
- Les Poètes et la Poésie (1914)
- Maurice de Vlaminck (1927)
- Discours de réception à l’Académie Française - Réponse de M. Henry Bordeaux  (1936)
- Défense des lettres (1937)
- Les Confessions sans pénitence (1941)

### Théâtre
- La Lumière (1911)
- Dans l'ombre des statues (1912)
- Le Combat (1913)
- Le Cafard (1916)
- Lapointe et Ropiteau (1919)
- L'Œuvre des athlètes (1920)
- Quand vous voudrez (1921)
- La Journée des aveux (1923)

### Correspondance
Georges et Blanche Duhamel, Correspondance de guerre 1914-1919, tome I : août 1914-décembre 1916, t.2 : janvier 1917-mars 1919. Préface par Antoine Duhamel. Introduction par Jean-Jacques Becker. Édition établie et annotée par Arlette Lafay. Paris, Honoré Champion, 2007.

## Distinctions
- Grand-croix de la Légion d'honneur[29]
- Croix de guerre 1914-1918[29]
- Commandeur de l'ordre des Arts et des Lettres[29]
- Commandeur de l'ordre de la Santé publique[55]
- Commandeur de l'Ordre national du Cèdre[réf. nécessaire] (Liban)
- Inhuldigingsmedaille 1948, Décret royal néerlandais du 8 juin 1949 n° 8[56]

- Prix Charles Richet par la Société des Gens de Lettres en 1920[57]

## Hommages
La rue Georges-Duhamel dans le 15e arrondissement et le jardin Georges-Duhamel dans le 13e arrondissement de Paris ont été nommés en son souvenir au début des années 2000. Trois établissements scolaires portent le nom de l'écrivain :
- Le collège Georges-Duhamel[58] au no 13, rue des Volontaires dans le 15e arrondissement de Paris ;
- Le collège Georges-Duhamel au no 132, rue Émile-Zola à Herblay dans le Val-d'Oise ;
- Le groupe scolaire Georges-Duhamel, rue Robert-Lepeltier à Champagne-sur-Oise ;

ainsi que de nombreuses bibliothèques en France (à L'Isle-Adam, Mantes-la-Jolie, Champforgeuil, Altkirch, etc).